# Apple M3 Ultra
Apple M3 Ultraは、2025年3月5日に発表された、AppleがMac向けにARMアーキテクチャのライセンスを受けて設計したシステムオンチップ（SoC）。TSMCの3nmプロセスで製造されている。
本SoCは、Apple M3 Max 2つのダイを、2.5TB/sにもおよぶ広帯域のTSVシリコンインターポーザでつないだ、UltraFusionパッケージングアーキテクチャである。
本SoCの下位版にあたるApple M3 Maxとは、CPUおよびGPUのコア数およびメモリの帯域やサイズで区別されている。

## 仕様

### CPU
最大、高性能24コアと高効率8コアの合計32コアで構成されている。

### その他
60コア / 80コアのGPU、32コアNeural Engine、最新のSecure Enclave、4つのメディアエンジンを搭載しており、Thunderbolt 5コントローラなども内包している。
M3 Ultraチップはユニファイドメモリ構造であり、CPUやGPUといったチップ内すべてのコンポーネントがメモリアドレスを共有している。メモリには8チャンネルで合計800GB/sの帯域を実現する、LPDDR5-6400 SDRAMで、96GBと256GBと512GBの3構成が採用される。

## 搭載モデル
Apple M3 Ultraチップは、2025年3月に発表されたMac Studioに搭載されている。
- Mac Studio（M3 Ultra, 2025）[4]

## 関連する同世代SoC
以下の表はA17, M3ファミリー、GPUがApple family 9であり、TSMC 3nmで製造される各種SoCを示している。
| チップ名 | CPUコア数（高性能+高効率） | GPUコア数      | メモリ (GB) | トランジスタ数 |
| -------- | -------------------------- | -------------- | ----------- | -------------- |
| A17 Pro  | 6 (2+4)                    | 6              | 8           | 190億          |
| M3       | 8 (4+4)                    | 10             | 8 - 16 - 24 | 250億          |
| M3 Pro   | 11 (5+6)                   | 14             | 18 - 36     | 370億          |
| M3 Pro   | 12 (6+6)                   | 14             | 18 - 36     | 370億          |
| M3 Pro   | 18                         |                | 18 - 36     | 370億          |
| M3 Max   | 14 (10+4)                  | 30             | 18 - 36     | 920億          |
| M3 Max   | 16 (12+4)                  | 30             | 18 - 36     | 920億          |
| M3 Max   | 40                         | 48 - 64 - 128  |             | 920億          |
| M3 Ultra | 28 (20+8)                  | 60             | 96 - 256    | 1840億         |
| M3 Ultra | 32 (24+8)                  | 60             | 96 - 256    | 1840億         |
| M3 Ultra | 80                         | 96 - 256 - 512 |             | 1840億         |